# Новая Татарская слобода
Новая Татарская (Ново-Татарская) слобода (тат. Яңа бистә, Yaña bistä) — одна из исторических частей в центре Казани, в юго-западной части Вахитовского района города. Слобода расположена между Волгой на западе, путями южного внутригородского железнодорожного хода на востоке, улицей Девятаева на севере и Старым Татарским кладбищем на юге. Осевыми для слободы являются улицы Мазита Гафури и Меховщиков.

## История
После освоения Старо-Татарской слободы татарское население начало заселять смежные территории: так, череда событий привела к появлению т. н. Ново-Татарской слободы. 3 мая 1749 г. в Казани произошел сильный пожар, в результате которого пострадала Старо-татарская слобода и другие районы города, включая православные храмы и архиерейский дом. Епископ Лука Конашевич, получивший печальную известность своей «миссионерской» деятельностью, граничившей с произволом (в татарском фольклоре известен как «Аксак Каратун» («хромой в чёрной шубе»)), предпринял попытку вытеснить коренное население Старо-татарской слободы в соседний район. Правительствующий сенат трижды отказал епископу Луке в его ходатайстве и предписал всем погорельцам строиться на прежних местах. Тем не менее епископ Лука начал строительство кряшенской семинарии на территории Старо-татарской слободы. В итоге часть жителей Старо-татарской слободы, недовольных начатым строительством, подали прошение о переселении из прилегающих к семинарии земельных участков. Прошение было удовлетворено местными властями, для чего была ликвидирована русская деревня Поповка. Так было положено начало новому району города Ново-Татарской слободе. Конфронтационная по отношению к местным мусульманам деятельность епископа Луки не соответствовала традициям мирного сосуществования русских и татар в казанском крае, и через несколько лет по указу Елизаветы Петровны от 9 октября 1755 г., епископ Лука был переведен из Казани на Белгородскую кафедру.

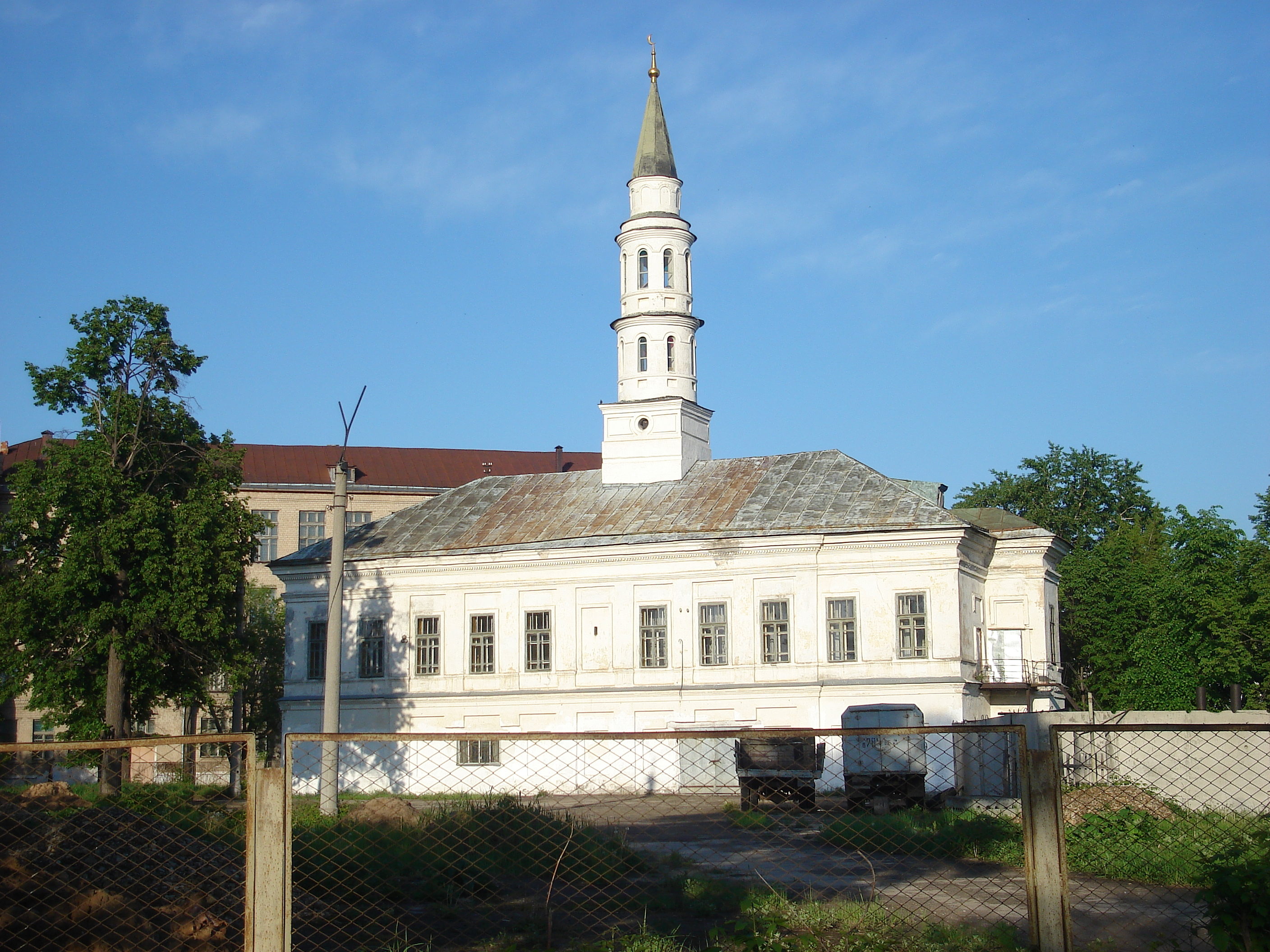
Мечеть Иске-Таш

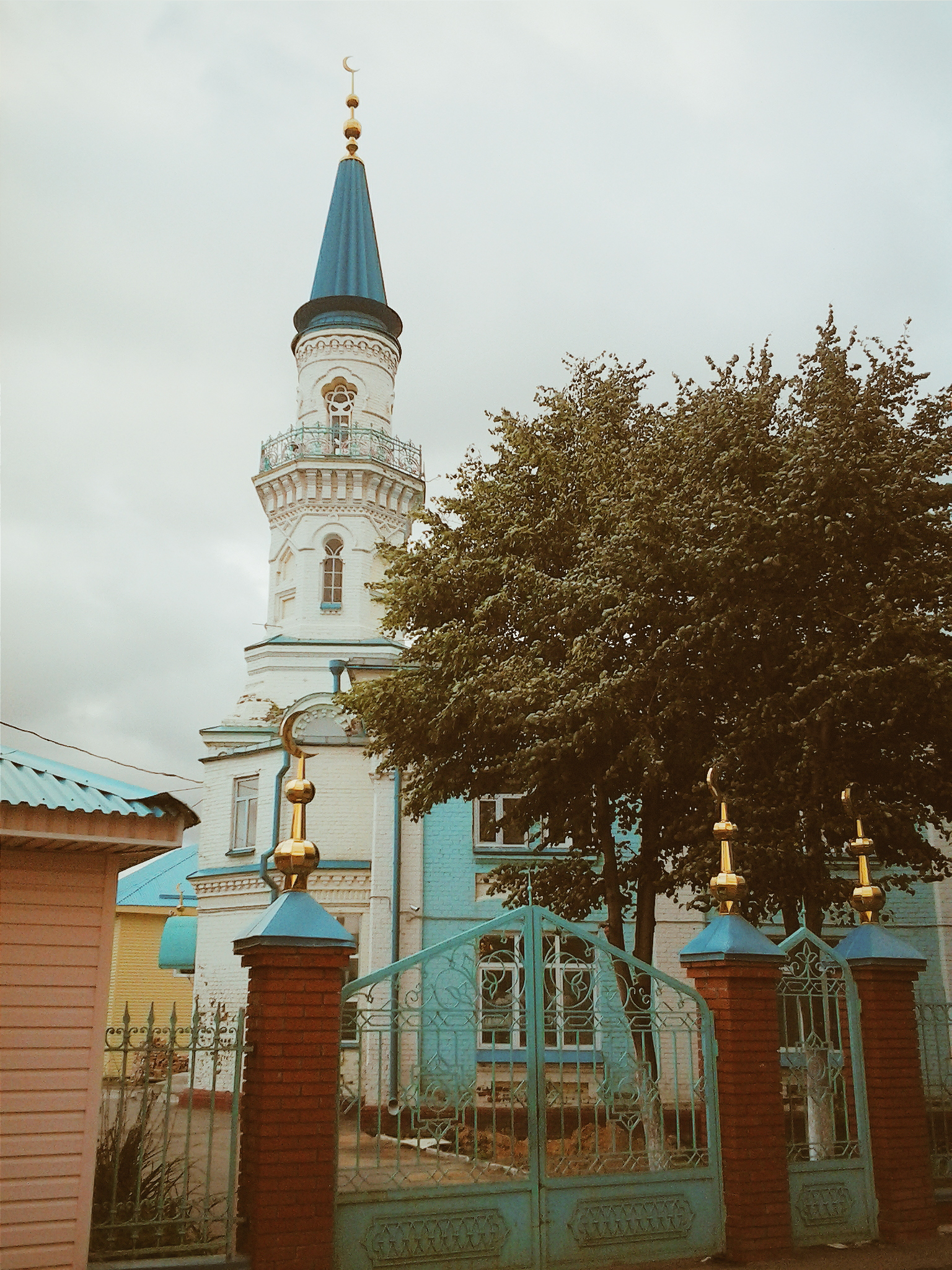
Розовая мечеть

В отличие от Старо-Татарской слободы, центра татарской культуры, интеллигенции и купечества, в новой слободе оказалось простое татарское рабочее и ремесленное население. Соответственно, Ново-Татарская слобода не имеет такую же архитектурно-культурно-историческую ценность. В Ново-Татарской слободе строились простые и маленькие деревянные дома и поначалу такие же мечети. Позже появилось две каменные крупные мечети, одна из которых (Иске-Таш) стала общественным центром слободы.
На юге слободы находится общегородское Старое Татарское кладбище, бывшее главным на протяжении более чем двух веков, на котором похоронено множество знаменитых татар. В связи с исчерпанием места, ныне в нём новые могилы не выделяются, а захоронения производятся только в родственные могилы.
Также на территории Старо-Татарской слободы была братская могила воинов, которые защищали Казань от войск Ивана Грозного в 1552 году. При жилом освоении этой территории место могилы было ограждено и отмечено большим старым камнем (тат. зур иске́ таш), у которого позже в 1802 г. появилась главная мечеть слободы с названием Иске-Таш.
В слободе также возникли ремесленные мастерские, а позже и более крупные производственные предприятия, такие как меховая фабрика, ныне «Мелита». В советское время она была увеличена и стала крупнейшей в России, а также в слободе появились завод ракетных комплектующих «Точмаш», ватная и макаронная фабрики, другие производства и склады.

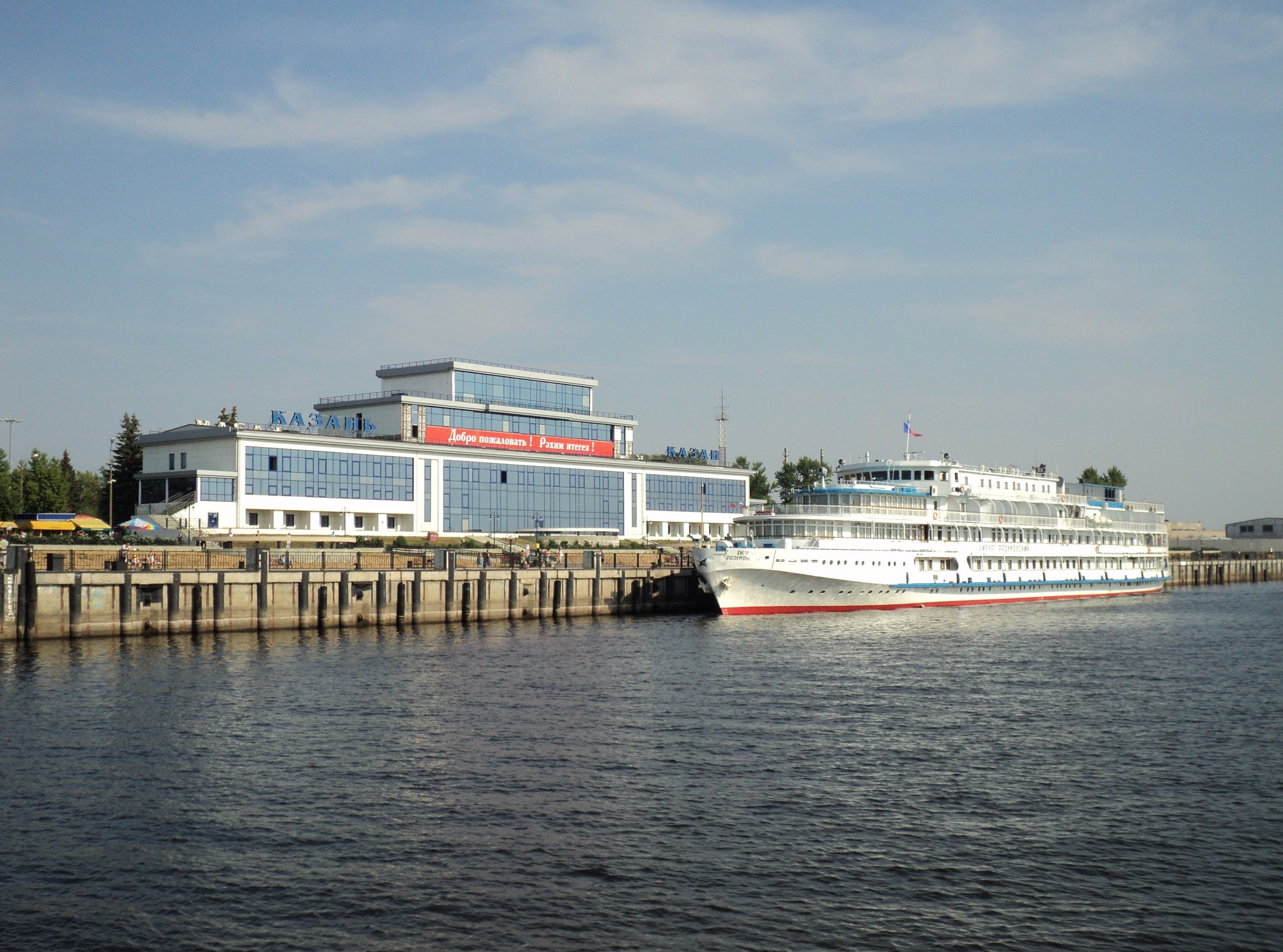
Речной вокзал

В связи со строительством на Волге Куйбышевского водохранилища, старый речной порт города в Дальнем Устье попал под зону затопления, а в Ново-Татарской слободе в 1948—1962 гг. был сооружён новый комплекс речного порта и вокзала, один из крупнейших в Волжском бассейне. Также в Ново-Татарской слободе был построен городской автобусный вокзал.
В советский период, а также частично после него, небольшие деревянные дома и здания, не имеющие архитектурно-исторической ценности, в слободе были практически полностью снесены и застроены многоэтажными жилыми домами-«хрущевками». Разные части слободы больше стали называть по новым топонимам — Меховая (в обиходе — Меховушка) и Автовокзал. При этом здесь действовала одна из сильнейших в городе организованная преступная группировка «Новотатарские». В советское время в слободе рядом с мечетью Иске-Таш находилась одна из немногих и главная в городе татарская школа-гимназия.
В слободе расположена одна из двух площадок казанского Института экономики, управления и права (пять учебных корпусов, включая новый, построенный в 2011 году). В слободе недалеко от речного порта действуют оптово-торговый рынок «Портовый». На территории слободы находится один из двух городских аквапарков — «Барионикс» (ранее — «Лето-стоп»), перестроенный из неосвоенного бывшего производственного корпуса «Мелита». Локальным местом отдыха и спорта в слободе является Парк молодожёнов и стадион «Водник» у улицы Девятаева.
В слободу в первой половине XX в. была проложена трамвайная линия маршрута № 6 сначала до меховой фабрики, а затем далее до макаронной фабрики, После появления нового речного порта к нему были пущены трамвай № 7 и троллейбус № 2. В конце XX в. в связи с расширением территории завода «Точмаш» внутриквартальная конечная разворотная однопутная трамвайная петля до макаронной фабрики была ликвидирована. В начале XXI в. вместо закрытого трамвайного маршрута № 6 некоторое время ходил маршрут № 22. Затем трамвайное движение до мехобъединения было закрыто, а в речной порт вместо троллейбусного маршрута № 2 стали ходить № 20 и 21 (сейчас переименованы в троллейбусы м номерами 3 и 5) и переименованный из № 7 трамвайный маршрут № 2. Также действует несколько маршрутов автобуса до речного порта и один автобусный маршрут (№ 31) проходит через всю слободу в городские посёлки далее.
На южном внутригородском железнодорожном ходе есть станция пригородных и городских электричек и приёма-отправки грузовых составов для промышленных предприятий «Вахитово», а также подъездная ветка в речной порт.
Согласно генеральному плану, предусматривается комплексная реновация Ново-Татарской слободы с выводом складских и прочих производств за город, а после строительства на 4-х выездных трассах из города новых автовокзалов, действующий в слободе автовокзал будет закрыт. В 2015 году началось строительство многоэтажных жилых домов на месте бывшей частной застройки и были представлены планы по созданию выходящего на Волгу новыми набережными крупного делового центра, мастер-план и проектирование которого предусматривается местными и малайзийскими архитекторами.

## Объекты
- Старое Татарское кладбище
- Мечеть Иске-Таш
- Розовая мечеть
- Белая мечеть
- Институт экономики, управления и права
- объединение «Мелита»
- завод «Точмаш»
- речной порт и вокзал
- автовокзал
- оптово-торговый рынок «Портовый».
- аквапарк «Барионикс»
- Парк молодожёнов
- стадион «Водник»
- железнодорожная станция «Вахитово»